# メイフラワー (宝塚歌劇)
『メイフラワー』は宝塚歌劇団によって制作されたミュージカル作品。形式名は「ミュージカル・ドラマ」。1983年の本公演は16場、1990年の本公演は14場。作・演出は小原弘稔。1983年の本公演における併演作品は『紅葉愁情』、1984年は『朱に恋うる調べ<紅葉愁情・改題>』、1990年の本公演は『宝塚レビュー'90』。1983年は高汐巴の宝塚大劇場トップお披露目公演であった。

## 公演期間と公演場所
- 1983年9月30日 - 11月8日（第一回新人公演：10月14日、第二回新人公演：10月28日）　宝塚大劇場（花組公演）[1][5]
- （1983年・花組東京宝塚劇場公演はない）

- 1984年4月14日 - 4月30日　地方公演（4月14日・恵那、15日・瀬戸、17日・仙台、18日・黒磯、19日・伊勢崎、21日・奈良、22日・和歌山、24日・新潟、25日・金沢、27日・丸亀、28日・岡山、29日・下関、30日・徳山）（花組公演）[2]
- 1984年5月2日 - 5月6日　福岡市民会館（花組公演）[2]
- 1984年10月13日 - 11月1日　地方公演（10月13日・伊勢、14日・安城、16日・舞鶴、18日・藤沢、19日・習志野、20日・調布、21日・武蔵村山、23日・徳島、25日・久留米、27日・人吉、28日・鹿児島、30日・広島、11月1日・熊本）（花組公演）[2]

- 1990年5月11日 - 6月26日（新人公演：5月29日）　宝塚大劇場（星組公演）[3][6]
- 1990年8月2日 - 8月27日（新人公演：8月14日）　東京宝塚劇場（星組公演）[4][6]

## ストーリー

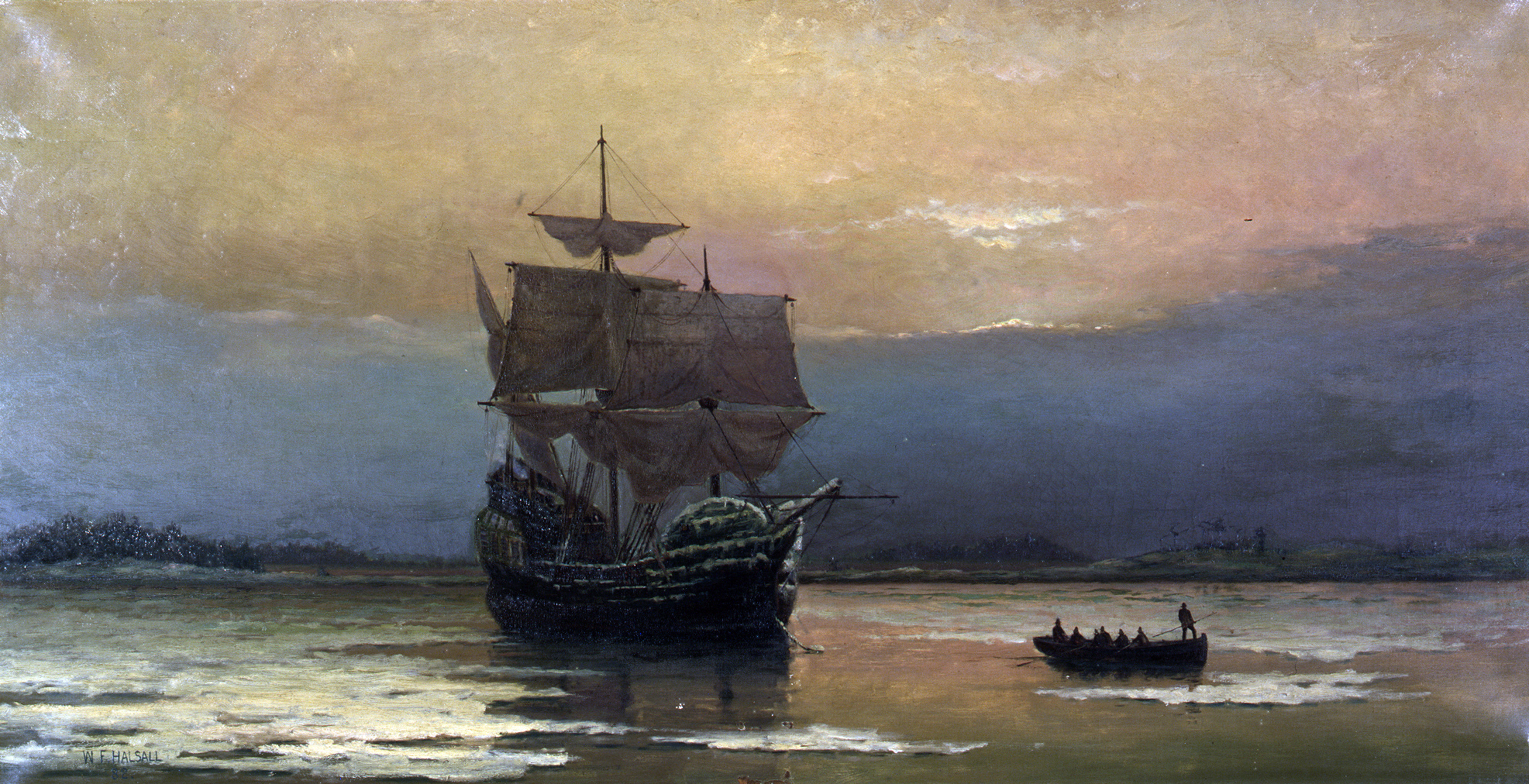
作品の舞台となったメイフラワー号

※1983年の初演を参考にした。
1620年、イギリスから移住民を乗せてアメリカ大陸に向けて出港した「メイフラワー号」を舞台に、乗客や船員たちのエピソードや人間模様を明るく描いたミュージカル作品。密航を企てた賭博師のジャックが、メイフラワー号の女性専用の船室で発見される。罰として鞭打ちの刑になるところを救ったのが、ピューリタンのあばずれ娘のマリーだった。そんな彼女に一等航海士のロバートは好意を抱くようになる。

## スタッフ（本公演）

### 1983年　宝塚
※宝塚歌劇100年史の人物編を参考。
- 音楽：吉崎憲治
- 作曲・編曲：高橋城
- 編曲・音楽指揮：橋本和明
- 振付：羽山紀代美・山田卓
- 装置：石浜日出雄・関谷敏昭
- 衣装：任田幾英
- 照明：今井直次
- 音響・録音：松永浩志
- 小道具：上田特市
- 効果：扇野信夫
- 合唱指導：橋本和明
- 演出補：村上信夫
- 演出助手：中村暁
- 特殊照明：岸本武雄
- 制作：田中拓助

### 1990年　宝塚・東京
※氏名の後ろに「宝塚」「東京」の文字がなければ両劇場共通。
- 作曲・編曲：吉崎憲治・高橋城
- 編曲：橋本和明
- 音楽指揮：橋本和明（宝塚）、北沢達雄（東京）
- 振付：羽山紀代美・山田卓
- 装置：石濱日出雄・関谷敏昭
- 衣装：任田幾英
- 照明：今井直次
- 小道具：榎本満春・上田特市
- 効果：切江勝
- 音響監督：松永浩志
- 演出補：村上信夫
- 演出助手：石田昌也
- 舞台進行：恵見和弘
- 制作：小林公一
- 製作担当：柏原正一（東京）

## 主な配役

### 1983年　宝塚

#### 本公演
- ジャック - 高汐巴[5]
- マリー - 若葉ひろみ[5]

#### 第一回新人公演
- ジャック - 幸和希[5]
- マリー - 梢真奈美[5]

#### 第二回新人公演
- ジャック - 真矢みき[5]
- マリー - 水原環[5]

### 1984年　4月地方・福岡
- ジャック・エンバンス - 高汐巴[2]
- ロバート・トロンプ - 大浦みずき[2]
- マリー・オーエンス - 若葉ひろみ[2]
- イザベラ - 秋篠美帆[2]
- アラン - 朝香じゅん[2]
- ジュリー - ひびき美都[2]
- ヒギンス - 但馬久美[2]
- マーサ - 美野真奈[2]
- フレッチャー - 宝純子[2]
- ジム・ターナー - なかいおり[2]

### 1984年　10-11月地方
- ジャック - 高汐巴[2]
- マリー - 若葉ひろみ[2]
- ロバート - 朝香じゅん[2]
- イザベラ - 麻泉沙里[2]
- アラン - 幸和希[2]
- ジュリー - ひびき美都[2]
- ヒギンズ - 但馬久美[2]
- フレッチャー - 宝純子[2]

### 1990年　宝塚・東京

#### 本公演
※氏名の後ろに「宝塚」「東京」の文字がなければ両劇場共通。
- ジャック・エバンス - 日向薫
- ロバート・トロンプ - 紫苑ゆう
- マリー・オーエンス - 毬藻えり
- イザベラ・ランドール - 洲悠花
- アラン・ランバート - 麻路さき
- ジュリー・オーエンス - 青山雪菜（宝塚）、万理沙ひとみ（東京）
- ダドリー・ヒギンズ - 萬あきら
- トーマス・フレッチャー - 夏美よう
- ジム・ターナー - 一樹千尋
- サラ - 葉山三千子
- ドナルド・カーン - 泉つかさ
- マーサ - 花愛望都
- ケイト - 出雲綾

#### 新人公演
氏名の後ろに「宝塚」「東京」の文字がなければ両劇場共通。
- ジャック - 稔幸
- マリー - 青山雪菜（宝塚）、乙原愛（東京）
- ロバート - 絵麻緒ゆう
- イザベラ - 万理沙ひとみ
- アラン - 雅景
- ジュリー - 乙原愛（宝塚）、飛鳥井まり（東京）
- ヒギンズ - 真中ひかる
- フレッチャー - 光樹すばる
- マーサ・ヒギンス - 万里柚美（東京）
- サラ・オーエンス - 南紀ちひろ（東京）